# Hylda Baker
Hylda Baker (Bolton, Lancashire, Reino Unido, 4 de febrero de 1905 – Epsom, Surrey, Reino Unido, 1 de mayo de 1986) fue una actriz y comediante inglesa.
Baker era famosa por su frase She knows, you know (Ella sabe, tú sabes, en inglés) desde sus tiempos en teatro. Su mayor éxito fue probablemente la serie de la ITV Nearest and Dearest (El más cercano y más querido, en inglés) transmitida entre 1968 y 1972. En dicha serie, Baker interpretaba a Nellie Pledge, la propietaria de una fábrica de encurtidos y salmueras del norte de Inglaterra, la Pledge's Purer Pickles. Este personaje se veía enriquecido por sus cualidades artísticas y era la enemiga del personaje del comediante Jimmy Jewel. En 1973, Hammer Productions produjo una versión teatral y una nueva serie, Not on your Nellie, transmitida desde ese año hasta 1975, donde un personaje similar se mudaba a Londres a conocer a su padre y su pub.
Actuó también en numerosas películas como Saturday Night and Sunday Morning, Up the Junction y la película de Lionel Bart, Oliver!. Otro evento importante de su carrera fue la parodia de la canción de Grease, "You're the One That I Want", junto al también sexagenario en aquel entonces Arthur Mullard en 1978.